# 1911 w nauce

## Nauki przyrodnicze i ścisłe

### Fizyka
- Ernest Rutherford opublikował wyniki swego eksperymentu – odkrycie jądra atomowego.
- przeprowadzenie eksperymentu Millikana

### Matematyka
- udowodnienie twierdzenia Carathéodory'ego-Fejéra
- sformułowanie twierdzenia Toeplitza

## Technika
- 8 kwietnia – Heike Kamerlingh Onnes odkrywa zjawisko nadprzewodnictwa.

## Geografia
14 grudnia – norweski odkrywca Roald Amundsen z 4 innymi osobami jako pierwsi docierają na Biegun południowy.

## Nagrody Nobla
- Fizyka – Wilhelm Wien
- Chemia – Marie Curie
- Medycyna – Allvar Gullstrand